# Youpin
Youpin est un terme raciste et antisémite de la langue française apparu au XIXe siècle et désignant de manière injurieuse un individu juif.

## Étymologie
Selon une première hypothèse «Youpin» est dérivé de «youtre». Une deuxième hypothèse le fait dériver de l'hébreu yehūdhī « juif ». Au radical s'ajoute le suffixe « pin », de manière similaire à d'autres mots argotiques comme «auverpin» (terme insultant pour Auvergnat) ou «marloupin» (de «marlou», proxénète).

## Histoire
La linguiste Marie Treps fait remonter l'apparition du terme « youpin » à 1878, dans la revue Tam-tam d'Alfred Le Petit. Le substantif acquiert dès sa création une connotation dépréciative.
Selon Marie Treps, la diffusion des mots racistes est liée à des périodes de crise telles que des guerres, l'expérience de l'immigration ou des conflits civils ; l'usage de cette insulte antisémite s'est répandu au moment de l'affaire Dreyfus (dès 1894) qui impliquait les relations entre la France et l'Allemagne. L'objectif des termes racistes, explique cette linguiste, est de «mettre l’accent sur une différence pour en faire un stigmate» ; c'est le cas pour «youpin» comme pour « bamboula », « melon », « crouillat », « macaque » etc.
Albert Cohen raconte dans la revue France Libre qu'un tournant dans sa vie littéraire est marqué par le moment de l'année 1904 où lui est adressée l'injure « sale youpin ».